# Миси Хигинс
Мелиса Морисън „Миси“ Хигинс е известна австралийска музикална изпълнителка.
Позната е с нейните хитове „Scar“ и „The Special Two“ от дебютния ѝ албум The Sound of White. Нейният втори албум On a Clear Night е издаден през април 2007 г. Нейния трети албум The Ol' Razzle Dazzle е издаден през юни 2012 г.

## Кариера
Миси Хигинс, отгледана в Мелбърн, Австралия, започва своята кариера, докато все още посещава училище, в средата на 2001 г.
Понякга пее в групата на брат си.  На 16 години печели състезание в гимназията със своята песен „All For Believing“, която по-късно включва в дебютния си албум.
След като привлича вниманието на мениджъра Джон Уотсън, тя издава своя първи сингъл. Вторият ѝ сингъл „Scar“, издаден през август 2004 г., дебютира на първо място в австралийските чартове.
Първият ѝ албум „The Sound of White“ е издаден през септември 2004 г. Много от нейните песни се базират на изпълненията ѝ на хармоника и пиано.
През 2004 г. Хигинс е номинирана в 4 категории на ARIA Awards, измежду които „Най-добра изпълнителка“ и „Сингъл на годината“. Тя получава наградата за „Най-добър поп дебют“ на церемонията по награждаването през октомври с.г.

## Дискография

### Студийни албуми
- The Sound of White (2005)
- On a Clear Night (2007)
- The Ol' Razzle Dazzle (2012)

### Сингли
| Година | Заглавие             | Позиция в чартовете | Позиция в чартовете | Позиция в чартовете | Албум              |
| Година | Заглавие             | AUS                 | NZ                  | UK                  | Албум              |
| ------ | -------------------- | ------------------- | ------------------- | ------------------- | ------------------ |
| 2004   | „Scar“               | 1                   | 20                  | 246                 | The Sound Of White |
| 2004   | „Ten Days“           | 12                  | 39                  | 133                 | The Sound Of White |
| 2005   | „The Special Two“    | 2                   | —                   | —                   | The Sound Of White |
| 2005   | „The Sound of White“ | 22                  | —                   | —                   | The Sound Of White |
| 2007   | „Steer“              | 1                   | —                   | —                   | On A Clear Night   |
| 2007   | „Where I Stood“      | 10                  | —                   | —                   | On A Clear Night   |
| 2007   | „Peachy“             | —                   | —                   | —                   | On A Clear Night   |